# Gertrude Sandmann

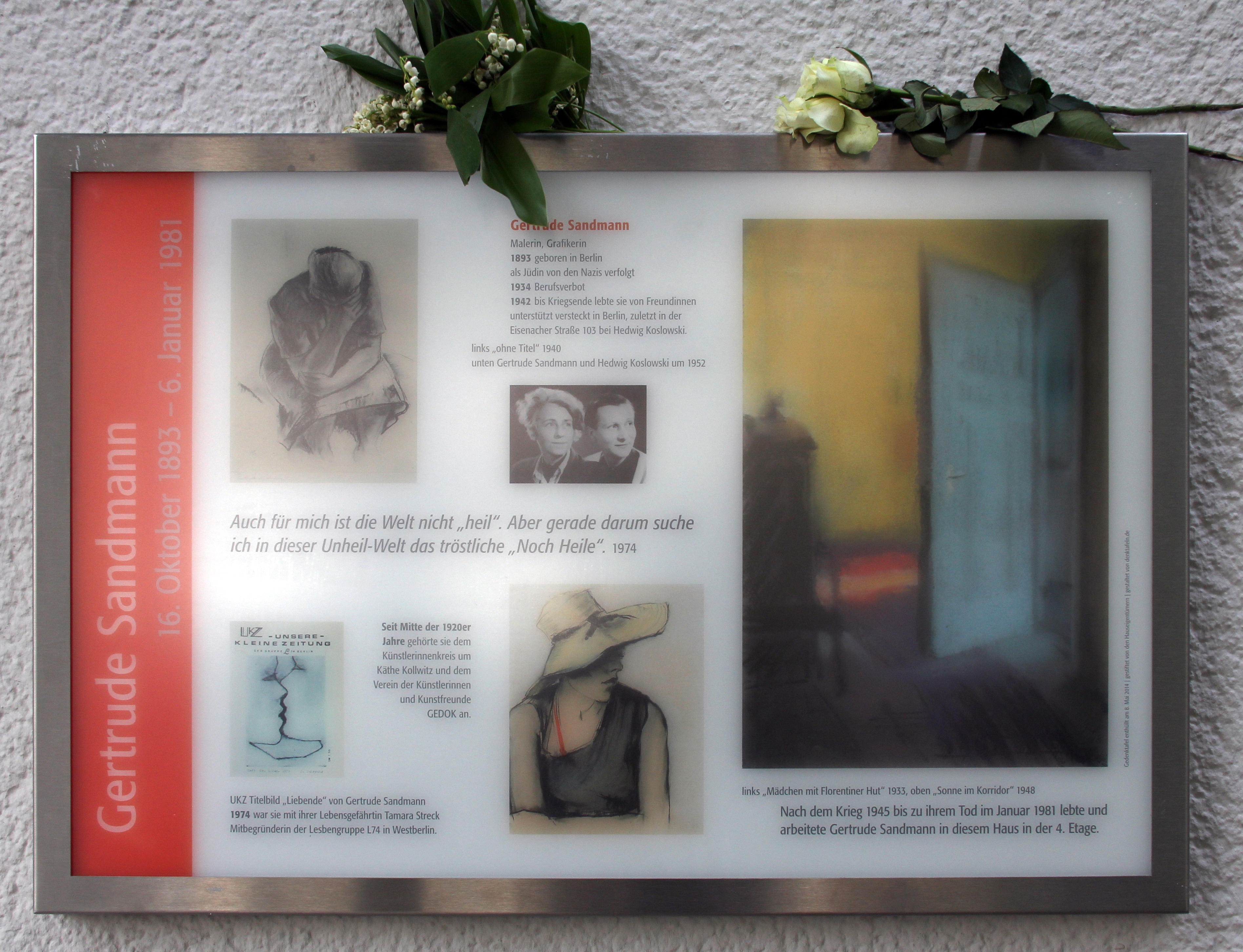
Placa conmemorativa en Eisenacher Strasse 89 en Berlín-Schöneberg

Gertrude Sandmann (Berlín, 16 de octubre de 1893-Berlín-Schöneberg, 6 de enero de 1981) fue una artista alemana de origen judío. Fue cofundadora del grupo L'74, que significa «Lesbos 1974». Como pintora modernista, su obra incluye obras gráficas y pasteles.

## Trayectoria

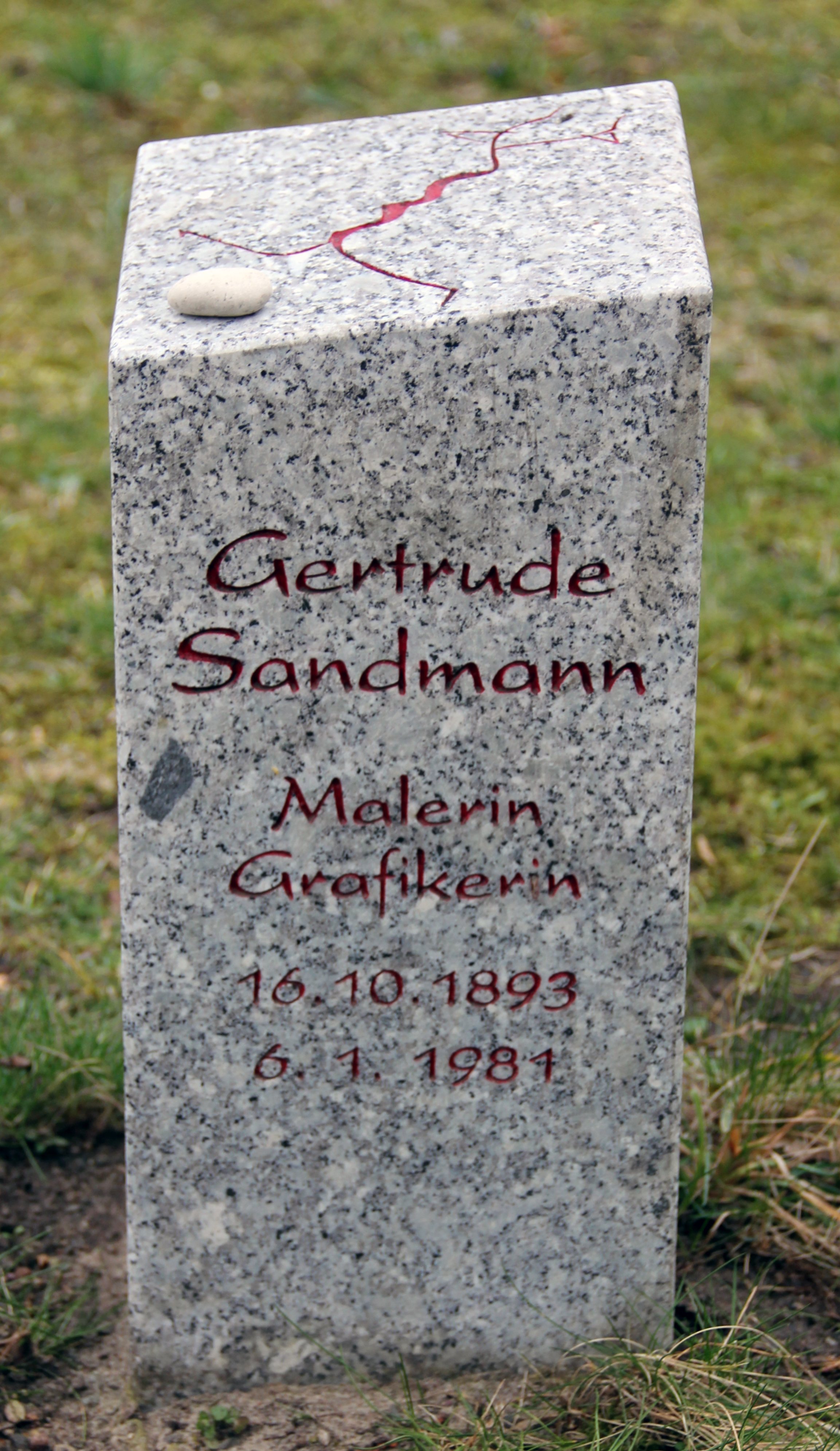
Tumba, Großgörschenstraße 12, en Berlín-Schöneberg

A Sandmann, que pasó casi toda su vida en Berlín, no se le permitió estudiar en la Akademie der Künste, la Academia de las Artes de Berlín, por ser mujer. Por ello, comenzó su educación como artista con un curso de dibujo y pintura en la «Verein der Berliner Künstlerinnen», donde Käthe Kollwitz y Paula Modersohn-Becker habían sido previamente enseñadas y más tarde también trabajaron como profesoras. A partir de 1917 estudió con Otto Kopp en Munich y más tarde también en la Akademie der Künste de Berlín, donde a partir de 1919, con el nombramiento de Käthe Kollwitz como profesora, se concibieron estudios orientados para mujeres.
Le gustaba pintar y dibujar mujeres antes de que se le prohibiera la profesión en 1934. Durante el nazismo fue perseguida como artista judía y lesbiana de modo que, cuando ya no pudo salir de Alemania, desapareció con la ayuda de su entonces compañera Hedwig Koslowski.  
El 21 de noviembre de 1942 dejó una carta de despedida a la Gestapo en la que anunciaba su inminente suicidio. La familia Großmann, que era amiga, la acogió en su apartamento de Berlín y la escondió hasta 1944. No pudo ser encontrada por la Gestapo, que la buscaba porque le parecía sospechoso un suicidio sin un cadáver.
Tras la Segunda Guerra Mundial, Sandmann volvió a presentar obras al público. Las exposiciones en las que se tiene constancia que participó fueron: la Exposición Gráfica del Ayuntamiento de Schöneberg en 1949, la Exposición de Navidad en el Palacio de Charlottenburg ese mismo año y la Gran Exposición de Arte de Berlín en 1958. Solo se conoce una única exposición individual de Sandmann, la celebrada en 1974 en la Galerie Vömel de la ciudad renana de Düsseldorf.  
Destacó por su obra pictórica modernista que incluye artes gráficas, acuarelas y otras, destacando sobre todo por su obra a pastel.
Pasó la posguerra en Berlín-Steglitz y Berlín-Zehlendorf y posteriormente se mudó a un estudio en Berlín-Schöneberg, situado en la Eisenacher Strasse 89. Allí vivió con su pareja hasta su muerte en 1981.